# 小行星23735
小行星23735（23735 Cohen）是一颗绕太阳运转的小行星，为主小行星带小行星。该小行星于1998年4月19日发现。

## 轨道参数
小行星23735的轨道半长轴为341 797 897 km（2.2847453 UA），离心率为0.153。